# Музичка лествица
Музичка лествица означава низ од осам узастопних тонова (седам тонова различитог назива, и осми тон који представља поновљено име првог тона) разврстаних у октаве, који се називају према словном означавању. Тонови у лествици се могу читати по абецеди и по солмизацији.  Ђовани Батиста Дони је познат по томе што је променио име ноте „Ут“ (C), преименујући је у „До“ (у низу „До Ре Ми ...“ познат као солфеђо). По абецеди тонови су: c (це), d (де), e (е), f (еф), g (ге), a (а) i h (ха), а по солмизацији су: до (или ут), ре, ми, фа, сол (или со), ла, си (или ти), до. Користе се и предзнаци: повисилице (♯), снизилице (♭) и разрешилице (♮). Повисилицом се тон повишава за полустепен и додаје се наставак -ис (цис, дис, фис), снизилицом се тон снижава за полустепен и додаје се наставак -ес (цес, дес, фес), а разрешилицом се повишени или снижени тон разрешава, враћа у првобитно стање (без предзнака). Такође се тонови могу и дупло повишавати (♯♯) (цисис, дисис, фисис) и дупло снижавати (♭♭) (цесес, десес, фесес).

## Изузеци
- Осим обичних назива снижених тонова (цес, дес, фес и гес) неки снижени тонови се називају другачије:

1. Снижен тон е се не назива еес него ес, због тога што српски језик не трпи два иста слова једно до другог.
2. Снижен тон а се не назива аес него ас, због тога што српски језик не трпи два самогласника један до другог.
3. Снижен тон h се не назива хес него бе.

- Такође се и код дупло-снижених тонова осим обичних (цесес, десес, есес, фесес и гесес) неки називају другачије:

1. Снижен тон аs се не назива асес него асас.
2. Снижен тон b се не назива беес него хесес.

## Врсте Лествица
- Главне лествице које се користе у музици су дурске, молске и хроматске лествице:

### Дур
Дурска лествица (или дур) је основна лествица. Дурске лествице се увек обележавају великим почетним словом. Дур може бити природни, хармонски и мелодијски. Природни дур има полустепене између трећег-четвртог, и седмог-осмог ступња. Хармонски дур (молдур) има снижен шести ступањ у односу на природни и тако добијамо полустепене између трећег-четвртог, петог-шестог и седмог-осмог ступња, и степен и по између шестог-седмог. Мелодијски дур има снижен и шести и седми ступањ у односу на природни и тако добијамо полустепене између трећег и четвртог и петог и шестог. Дурска лествица која се прва учи је Це-дур, то је основна лествица јер је једина лествица која нема ниједан предзнак (осим паралелног а-мола), тј. Це-дур је једина дурска лествица која се на клавиру свира само белим диркама.

### Мол
Молска лествица (мол) настаје када кренемо да нижемо дур од шестог ступња. Баш као и дур, мол може бити природни, хармонски и мелодијски. Тако да природни мол има полустепене између другог-трећег, и петог-шестог ступња. Хармонски мол настаје кад повисимо седми ступањ природног мола, а мелодијски када повисимо и шести и седми. Због тога се у хармонском молу полустепени налазе између другог-трећег, петог-шестог и седмог-осмог ступња, и налази се степен и по између шестог-седмог. У мелодијском молу полустепени се налазе између другог и трећег и седмог и осмог. Молске лествице се, за разлику од дурских, увек обележавају малим словом.
Поред стандардних верзија мола, постоје и неке друге, као на пример једна која се код нас у музици користи, такозвани „цигански мол“. Цигански мол настаје тако што повисимо четврти ступањ хармонског мола и добијамо полустепене између другог-трећег, четвртог-петог, петог-шестог и седмог-осмог ступња, и степене и по између трећег-четвртог и шестог-седмог.
Прва молска лествица која се учи је често а-мол (паралелан од Це-дура), али се понекад и учи це-мол, јер је истоимен са Це-дуром.

### Хроматска лествица
Хроматска лествица је сачињена од самих полустепена. Има 12 тонова у оквиру октаве. Где год у основној лествици два тона чине цео степен, између њих се додаје повишен или снижен (хроматски) тон.

### Модуси
Осим дура и мола, лествице које се ређе користе у музици су „модуси“ (староцрквене лествице). Постоје: јонски, дорски, фригијски, лидијски, миксолидијски, еолски и локријски модуси. Модуси настају од дурских лествица. Јонски модус је потпуно исти као и дур, дорски модус настаје када нижемо дур од другог ступња, фригијски од трећег, итд... Еолски модус је потпуно исти као и природни мол.

## Тетрахорди
Тетрахорд је половина лествице (четири тона). Лествице се састоје од два тетрахорда: први (доњи) и други (горњи). Природни Дур се састоји од оба дурска тетрахорда, хармонски дур-молдур се састоји од дурског и хармонског, мелодијски дур се састоји од дурског и фригијског. Доњи тетрахорд сваког мола је молски, а горњи се разликују. Природном молу је горњи тетрахорд фригијски, хармонском је хармонски, а мелодијском је дурски. Јонски модус има оба дурска, дорски има оба молска, фригијски има оба фригијска, лидијски има доњи лидијски а горњи умањени, миксолидијски има доњи дурски, а горњи молски, еолски има доњи молски, а горњи фригијски, и локријски има доњи фригијски, а горњи лидијски.

## Октаве
Тонови су распоређени у десет октава: субконтра, контра, велика, мала, прва, друга, трећа, четврта и пета. Ноте субконтра, контра и велике октаве се обележавају великим словом, док се остале ноте обележавају малим (нпр. тон це у свим октавама: 2C, 1C, C, c, c1, c2, c3, c4 и c5). Знакови за обележавање тонова се називају ноте, ноте се по трајању деле на: цела нота, половина, четвртина, осмина, шеснаестина,...). Апсолутну висину тона одређује нотни кључ који се ставља на почетку нотног система, кључеви који постоје су:
- Ге-кључ ([Виолински, Француски виолински кључ)
- Еф-кључ (Бас, басопрофондо, баритон)
- Це-кључ (Тенор, алт, сопран, мецосопран)